# Brachycera
Los braquíceros (Brachycera, griego "cuernos cortos", en referencia a sus cortas antenas) son uno de los subórdenes clásicos de insectos dípteros. Su característica más destacable es la reducción de la segmentación de las antenas. Los dípteros de este suborden presentan el aspecto de lo que comúnmente se suelen llamar moscas. Dependiendo de los autores, los dos grupos incluidos en Brachycera, Orthorrhapha y Cyclorrhapha, a veces son considerados como subórdenes.

## Características
- Antenas reducidas, con ocho o menos segmentos o flagelómeros. Poseen una arista.
- No se observa premandíbula en la superficie inferior del labro.
- Palpo maxilar con sólo dos segmentos o menos.
- Las alas muestran una configuración particular de las venas CuA2 y A1.
- Los machos muestran la genitalia (órganos sexuales) con el epandrio y el hipandrio separados.
- La larva presenta la parte posterior de la cabeza o cápsula cefálica extendida hacia el protórax.
- Las mandíbulas de la larva están compuestas por dos elementos.

Aunque muchos braquíceros son depredadores o carroñeros, también los hay ectoparásitos y polinívoros.

## Taxonomía
Desde el punto de vista de la filogenia, Brachycera parece un grupo monofilético, a diferencia de Nematocera que es parafilético e incluso podría ser polifilético. Por otro lado, como se ha señalado, este suborden comprende grupos que a veces se separan. La dificultad de acoplar el esquema evolutivo a la clasificación linneana en categorías da lugar a algunos problemas de nomenclatura.
Clasificación clásica en Infraórdenes:
- Asilomorpha
- Muscomorpha
- Stratiomyomorpha
- Tabanomorpha
- Vermileonomorpha
- Xylophagomorpha

Clasificación según Pape et al. (2011):
- Suborden Brachycera Macquart, 1834
  - Grupo Orthorrhapha Brauer, 1863
    - (Grupo sin nombre)
      - Familia Acroceridae Leach, 1815
      - Familia Hilarimorphidae Williston, 1896
      - Familia Vermileonidae Williston, 1896

    - Superfamilia Asiloidea Latreille, 1802
      - Familia Bombyliidae Latreille, 1802
      - Familia Asilidae Latreille, 1802
      - Familia Mydidae Latreille, 1809
      - Familia Apioceridae Bigot, 1857
      - Familia Evocoidae Yeates, Irwin & Wiegmann, 2006
      - Familia Apsilocephalidae Nagatomi, Saigusa, Nagatomi & Lyneborg, 1991
      - Familia Scenopinidae Burmeister, 1835
      - Familia Therevidae Newman, 1834
      - Familia Cratomyiidae Mazzarolo & Amorim, 2000 (extinto)
      - Familia Protapioceridae Ren, 1998 (extinto)
      - Familia Protomphralidae Rohdendorf, 1957 (extinto)

    - Superfamilia Rhagionoidea Latreille, 1802
      - Familia Austroleptidae Nagatomi, 1982
      - Familia Bolbomyiidae Stuckenberg, 2001
      - Familia Rhagionidae Latreille, 1802
      - Familia Palaeostratiomyiidae Rohdendorf, 1938 (extinto)
      - Familia Rhagionempididae Rohdendorf, 1951 (extinto)
      - Familia Eostratiomyiidae Rohdendrof, 1951 (extinto)

    - Superfamilia Stratiomyoidea Latreille, 1802
      - Familia Panthophthalmidae Bigot, 1886
      - Familia Stratiomyidae Latreille, 1802
      - Familia Xylomyidae Verrall, 1901
      - Familia Zhangsolvidae Nagatomi & Yang, 1998 (extinto)

    - Superfamilia Tabanoidea Latreille, 1802
      - Familia Athericidae Nowicki, 1873
      - Familia Oreoleptidae Zloty, Sinclair & Pritchard, 2005
      - Familia Pelecorhynchidae Enderlein, 1922
      - Familia Tabanidae Latreille, 1802
      - Familia Uranorhagionidae >hang, Yan & Ren, 2010 (extinto)

    - Superfamilia Xylophagoidea Fallén 1810
      - Familia Xylophagidae Fallén, 1810
      - Familia Archisargidae Rohdendorf, 1951 (extinto)
      - Familia Eremochaetidae Ussatchov, 1968 (extinto)
      - Familia Kovalevisargidae Mostovski, 1997 (extinto)
      - Familia Protobrachyceridae Rohdendorf, 1974 (extinto)

  - Grupo Eremoneura Lameere, 1906
    -       - Familia Chimeromyiidae Grimaldi, Cunning & Arillo, 2009 (extinto, relaciones  inciertas)

    - Superfamilia Empidoidea Latreille, 1804
      - Familia Atelestidae Hennig, 1970
      - Familia Brachystomatidae Melander, 1908
      - Familia Dolichopodidae Latreille, 1809
      - Familia Empididae Latreille, 1804
      - Familia Homalocnemiidae Collin, 1928
      - Familia Hybotidae Macquart, 1823
      - Familia Oreogetonidae Chvála, 1976

    - Superfamilia Apystomyioidea Nagatomi & Liu, 1994
      - Familia Apystomyiidae Nagatomi & Liu, 1994

  - Grupo Cyclorrhapha Brauer, 1863
  - Infraorden Aschiza Becher, 1882
    - Superfamilia Phoroidea Curtis, 1833
      - Familia Lonchopteridae Macquart, 1823
      - Familia Opetiidae Rondani, 1856
      - Familia Platypezidae Latreille, 1829
      - Familia Ironomyiidae McAlpine & Martin, 1966
      - Familia Phoridae Curtis, 1833

    - Superfamilia Syrphoidea Latreille, 1802
      - Familia Pipunculidae Walker, 1834
      - Familia Syrphidae Latreille, 1802

  - Infraorden Schizophora Becher, 1882
  - Grupo Archischiza Enderlein, 1936
    -       - Familia Conopidae Latreille, 1802

  - Grupo Muscaria Enderlein, 1936
  - Grupo Acalyptratae Macquart, 1835
    - Superfamilia Carnoidea Newman, 1834
      - Familia Australimyzidae Griffiths, 1972
      - Familia Canacidae Jones, 1906
      - Familia Carnidae Newman, 1834
      - Familia Chloropidae Rondani, 1856
      - Familia Inbiomyiidae Buck, 2006
      - Familia Milichiidae Schiner, 1862
      - Familia Nannodastiidae Papp, 1980

    - Superfamilia Ephydroidea Zetterstedt, 1837
      - Familia Ephydridae Zetterstedt, 1837
      - Familia Drosophilidae Rondani, 1856
      - Familia Braulidae Egger, 1853
      - Familia Cryptochetidae Brues & Melander, 1932
      - Familia Camillidae Frey, 1921
      - Familia Curtonotidae Enderlein, 1914
      - Familia Diastatidae Hendel, 1917

    - Superfamilia Lauxanioidea Macquart, 1835
      - Familia Celyphidae Bigot, 1852
      - Familia Chamaemyiidae Hendel, 1910
      - Familia Lauxaniidae Macquart, 1835

    - Superfamilia Nerioidea Westwood, 1840
      - Familia Cypselosomatidae Hendel, 1931
      - Familia Micropezidae Blanchard, 1840
      - Familia Neriidae Westwood, 1840

    - Superfamilia Opomyzoidea Fallén, 1820
      - Familia Acartophthalmidae Czerny, 1928
      - Familia Agromyzidae Fallén, 1823
      - Familia Anthomyzidae Czerny, 1903
      - Familia Asteiidae Rondani, 1856
      - Familia Aulacigastridae Duda, 1924
      - Familia Clusiidae Handlirsch, 1884
      - Familia Fergusoninidae Tonnoir, 1937
      - Familia Marginidae McAlpine, 1991
      - Familia Megamerinidae Hendel, 1913
      - Familia Neminidae McAlpine, 1983
      - Familia Neurochaetidae McAlpine, 1978
      - Familia Odiniidae Hendel, 1920
      - Familia Opomyzidae Fallén, 1820
      - Familia Pallopteridae Loew, 1862
      - Familia Periscelididae Oldenberg, 1914
      - Familia Teratomyzidae Hennig, 1969
      - Familia Xenasteiidae Hardy, 1980

    - Superfamilia Sciomyzoidea Fallén, 1820
      - Familia Coelopidae Hendel, 1910
      - Familia Helcomyzidae Hendel, 1924
      - Familia Huttoninidae Steyskal, 1965
      - Familia Helosciomyzidae Steyskal, 1965
      - Familia Heterocheilidae MacAlpine, 1991
      - Familia Natalimyzidae Barraclough & McAlpine, 2006
      - Familia Phaeomyiidae Verbeke, 1950
      - Familia Ropalomeridae Schiner, 1868
      - Familia Sciomyzidae Fallén, 1820
      - Familia Sepsidae Walker, 1833

    - Superfamilia Sphaeroceroidea Macquart, 1835
      - Familia Chyromyidae Schiner, 1863
      - Familia Heleomyzidae Westwood, 1840
      - Familia Heteromyzidae Fallén, 1820
      - Familia Mormotomyiidae Austen, 1936
      - Familia Sphaeroceridae Macquart, 1835

    - Superfamilia Tanypezoidea Rondani, 1856
      - Familia Diopsidae Billberg, 1820
      - Familia Gobryidae McAlpinem, 1997
      - Familia Nothybidae small>Frey, 1927
      - Familia Psilidae small>Macquart, 1835
      - Familia Somatiidae Hendel, 1935
      - Familia Syringogastridae Prado, 1969
      - Familia Tanypezidae small>Rondani, 1856

    - Superfamilia Tephritoidea Newman, 1834
      - Familia Richardiidae small>Loew, 1868
      - Familia Lonchaeidae Rondani, 1856
      - Familia Piophilidae Macquart, 1835
      - Familia Ulidiidae Macquart, 1835
      - Familia Platystomatidae Schiner, 1862
      - Familia Ctenostylidae Bigot, 1882
      - Familia Tachiniscidae Kertész, 1903
      - Familia Pyrgotidae Loew, 1868
      - Familia Tephritidae Newman, 1834
      - Familia Proneottiphilidae Hennig, 1969 (extinto)
      - Grupo Calyptratae Robineau-Desvoidy, 1830
      - Familia Eophlebomyiidae Cockerell, 1925 (extinto)
      - Familia Hoffeinsmyiidae Michelsen, 2009 (extinto)

    - Superfamilia Hippoboscoidea Samouelle, 1819 (= Pupipara)
      - Familia Glossinidae Theobald, 1903
      - Familia Hippoboscidae Samouelle, 1819 (incluye Nycteribiidae y Streblidae?)

    - Superfamilia Muscoidea Latreille, 1802
      - Familia Fanniidae Schnabl & Dziedzicki, 1911
      - Familia Muscidae Latreille, 1802
      - Familia Anthomyiidae Robineau-Desvoidy, 1830
      - Familia Scathophagidae Robineau-Desvoidy, 1830

    - Superfamilia Oestroidea Leach, 1815
      - Familia Calliphoridae Lauer & Bergenstamm, 1889
      - Familia Mystacinobiidae Holloway, 1976
      - Familia Rhiniidae Brauer & Bergenstamm, 1889
      - Familia Rhinophoridae Robineau-Desvoidy, 1863
      - Familia Sarcophagidae Macquart, 1834
      - Familia Tachinidae Robineau-Desvoidy, 1830

## Galería

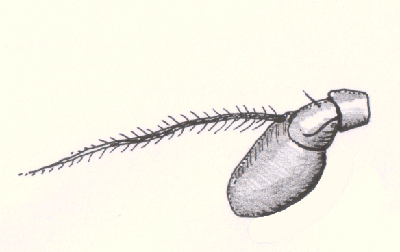
Antena reducida de braquícero
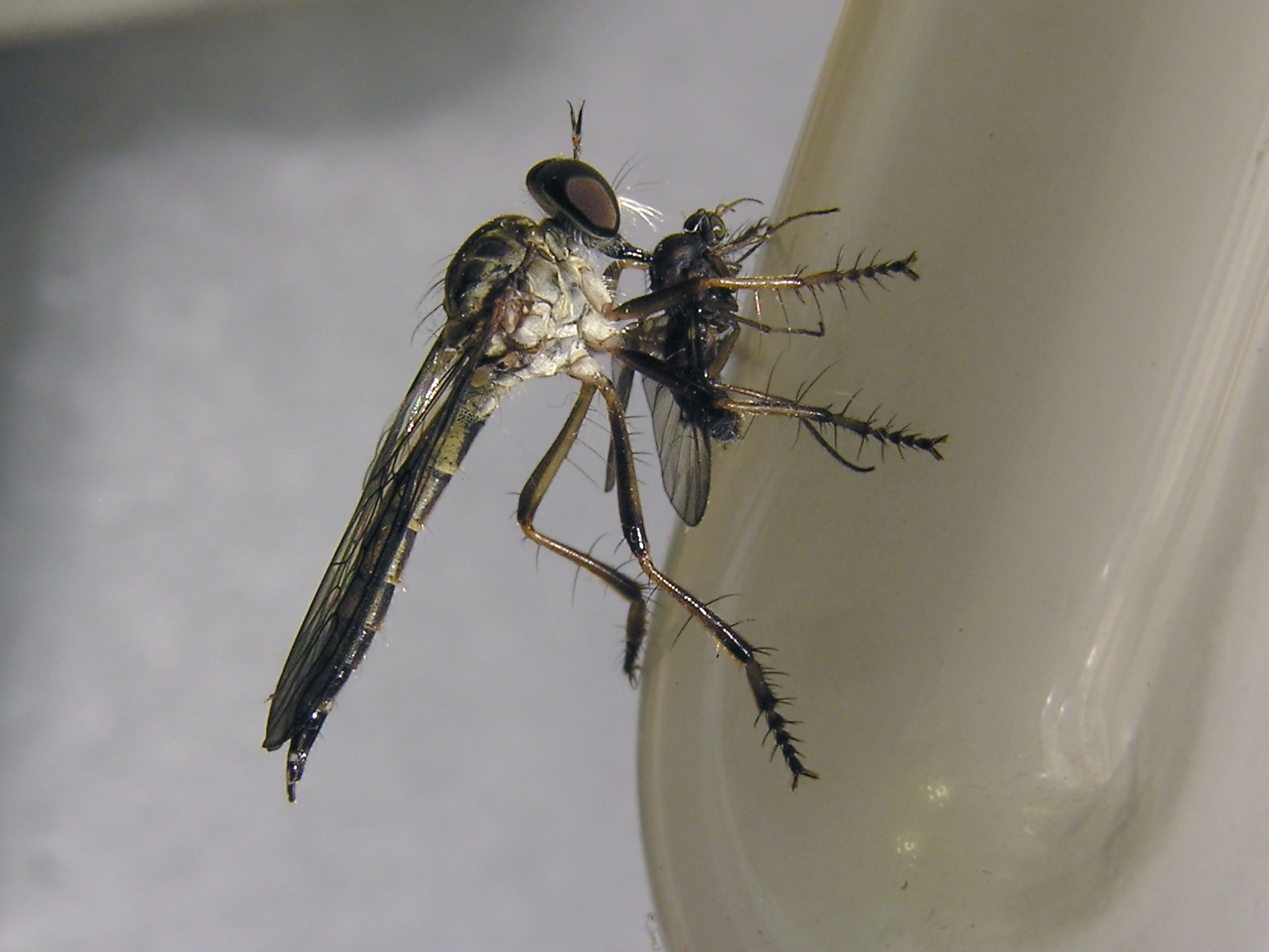
Infraorden Asilomorpha, familia Asilidae, Exaireta spinigera
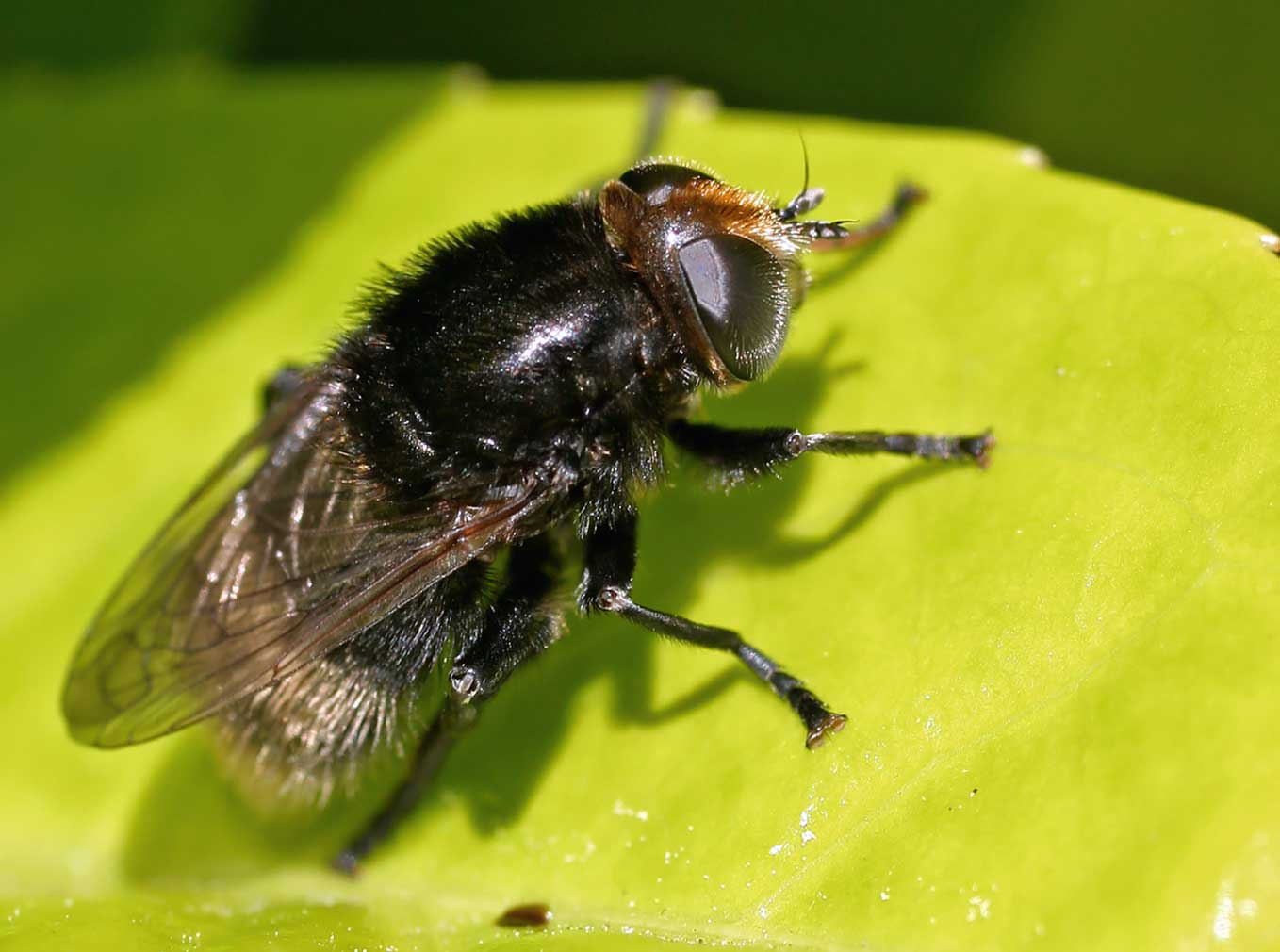
Infraorden Muscomorpha, familia Syrphidae, Merodon equestris
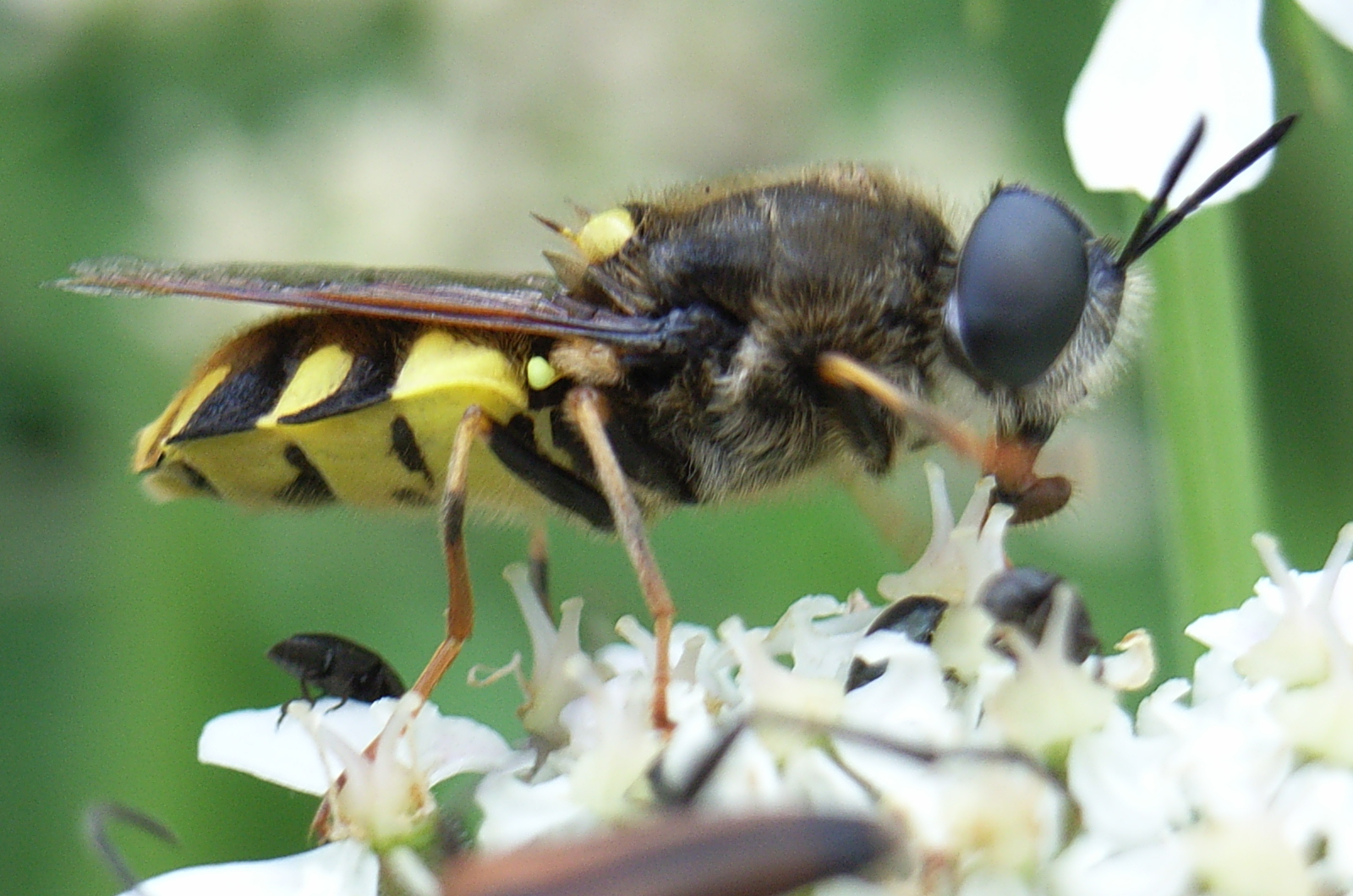
Infraorden Stratiomyomorpha, familia Stratiomyidae Stratiomys chamaeleon
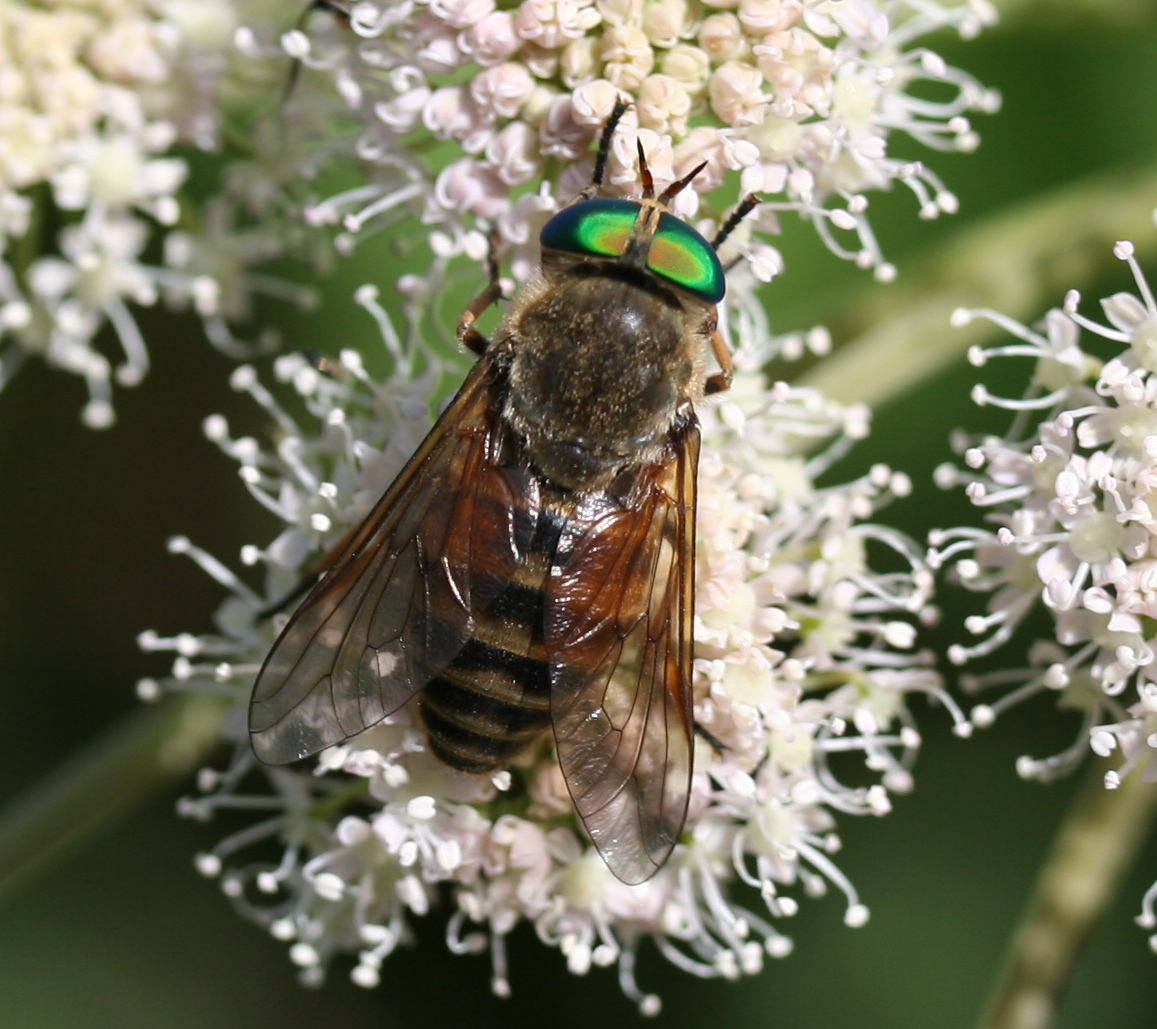
Infraorden Tabanomorpha, Familia Tabanidae
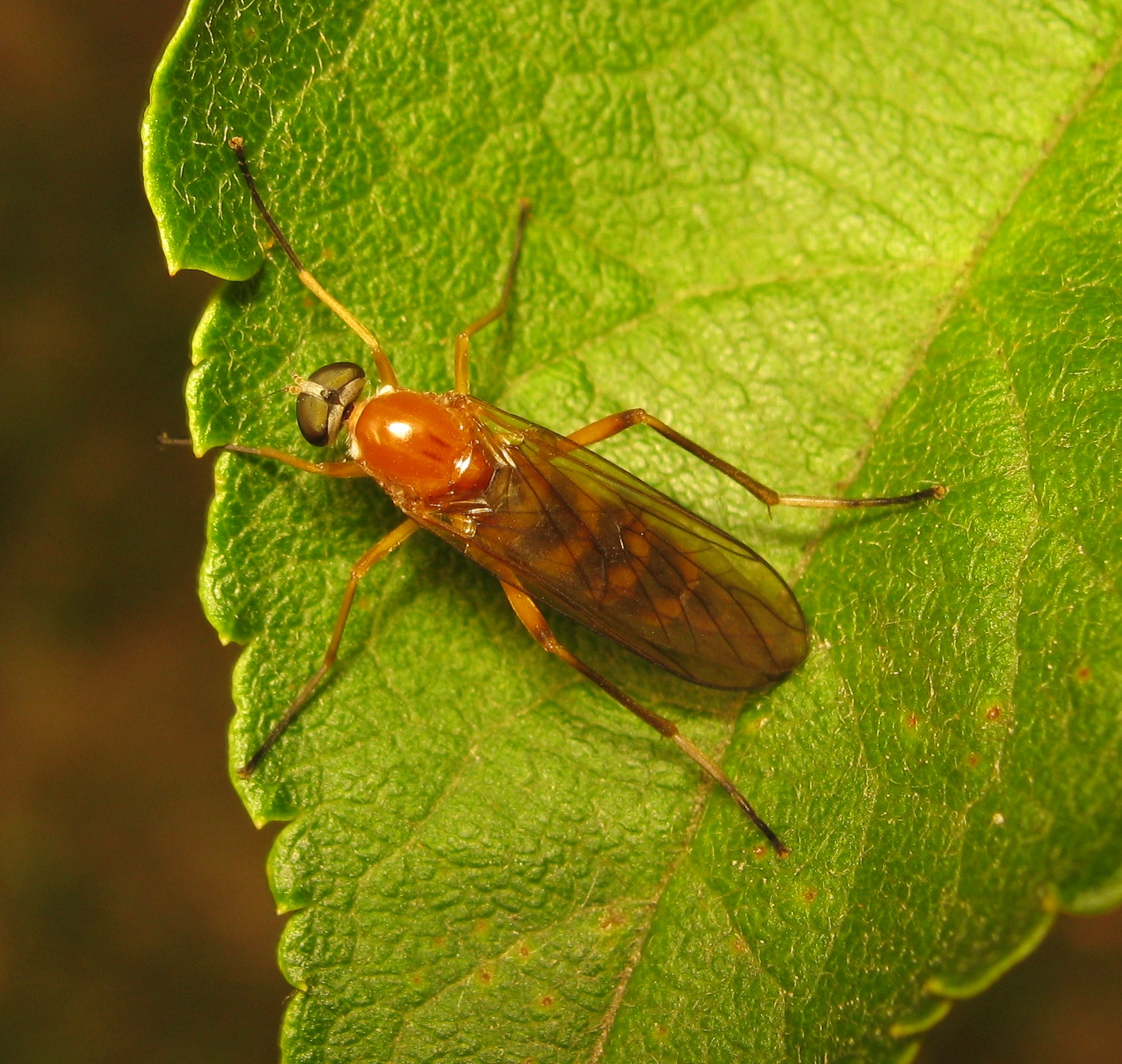
Infraorden Xylophagomorpha, Dialysis elongata